# Enicospilus stelulatus
Enicospilus stelulatus là một loài tò vò trong họ Ichneumonidae.